# Lepthyphantes leucocerus
Lepthyphantes leucocerus este o specie de păianjeni din genul Lepthyphantes, familia Linyphiidae, descrisă de Locket, 1968.
Este endemică în Angola. Conform Catalogue of Life specia Lepthyphantes leucocerus nu are subspecii cunoscute.